# Hypolimnas macularia
Hypolimnas macularia is een vlinder uit de familie Nymphalidae. De wetenschappelijke naam van de soort is voor het eerst geldig gepubliceerd in 1889 door Jean-Baptiste Capronnier.